# ラビスパ裏磐梯
ラビスパ裏磐梯（ラビスパうらばんだい）は、福島県耶麻郡北塩原村の温泉健康増進施設。2024年（令和6年）1月末で事業を停止している。

## 歴史
1996年（平成8年）に開設された延床面積5,404㎡、鉄筋コンクリート構造（RC造）の施設である。株式会社ラビスパが指定管理者として管理委託された。
2003年度（平成15年度）に屋根やボイラーの改修、2011年度（平成23年度）に震災補修を兼ねた工事が行われた。
施設の老朽化により、2024年から大規模改修工事を予定していたが、改修費が高額で収支の維持が難しいことなどから2023年9月に保留された。
2023年12月22日、北塩原村は2024年1月末での事業停止と同3月末での廃止を正式発表した。民間への譲渡や売却のため、2024年4月から民間事業者の公募を行うとした。
村の方針のとおり、2024年1月末で事業を停止したが、村議会は1月臨時会で廃止の条例案を全会一致で否決。廃止の条例案は、3月の村議会でも賛成4、反対5で否決され、村は廃止の方針を維持するとしつつ同年3月末での廃止を断念した。